# Португеза Деспортос
«Португеза Деспортос» (порт. Associação Portuguesa de Desportos) — бразильський футбольний клуб з міста Сан-Паулу.

## Історія
Клуб був заснований 14 серпня 1920 року португальцями, що жили в місті Сан-Паулу. «Португеза» стала результатом злиття п'яти португальських клубів міста (Lusíadas Futebol Club, Portugal Marinhense, Associação Cinco de Outubro, Associação Atlética Marquês de Pombal і Esporte Club Lusitano). Первісна назва «Португези» звучала як Associação Portuguesa de Esportes, останнє слово злегка змінило свою форму в 1940 році (замість Esportes стало Desportos) — в такому вигляді назву клубу існує понині.
У 1956 році команда купила стадіон «Канінде» в «Сан-Паулу», який побудував собі найбільшу в світі арену, що належить одному клубу — «Морумбі».
«Португеза» зарекомендувала себе як кузня молодих талантів. 
У 2007 році «Португеза» зайняла 3 місце в Серії B і на один сезон повернулася в еліту бразильського футболу — у Серію А 2008. Але там «Луза» не зуміла втриматися і повернулася в Серію B.
У 2011 році достроково, за чотири тури до кінця першості (38), «Португеза» забезпечила собі чемпіонство у Серії B і повернення в еліту. У 2013 році команда вилетіла внаслідок позбавлення її очок за використання дискваліфікованого гравця — спочатку Португеза зберігала собі прописку в еліті, але потім її випередив у турнірній таблиці «Флуміненсе». У 2014 році «Португеза» фінішувала вже на останньому місці в Серії B. За підсумками 2016 року команда вилетіла в Серію D.

## Досягнення
- Чемпіон штату Сан-Паулу (3): 1935, 1936 (АПЕА), 1973
- / Переможець турніру Ріо-Сан-Паулу: (2): 1952, 1955
- Віце-чемпіон Бразилії (1): 1996
- Переможець Серії B (1): 2011
- Переможець молодіжного Кубку Сан-Паулу (2): 1991, 2002

## Відомі гравці
| - Артур Машадо - Анфілоджино Гварізі - Джалма Сантус - Діда (нападник) - Діда (воротар) - Жаїр да Коста - Жаїр Маріньйо - Зе Марія - Зе Роберто - Марсело Мігел | - Зозімо - Леандро Амарал - Маркос Пауло - Рікарду Олівейра - Роберто Динаміт - Родольфо Родрігес - Родріго Фабрі - Фелікс Мієлі |

## Відомі тренери
- Айморе Морейра
- Отто Глорія